# Trachylepis pendeana
Trachylepis pendeana là một loài thằn lằn trong họ Scincidae. Loài này được Ineich & Chirio mô tả khoa học đầu tiên năm 2000.